# Hirtel
La Hirtel è stata un'azienda italiana produttrice di apparati di riproduzione ed amplificazione, non più esistente.
Il suo nome è la derivazione da HIfi - Radio - TELevisione, anche se non produsse mai televisori né radio. Il suo logo consisteva inizialmente nella denominazione hirtel a lettere maiuscole; successivamente fu rielaborato con caratteri di fantasia e la lettera h sovrastata e sovrastante due punti colorati.

## Storia

### Gli anni sessanta
Fondata nel 1959 a Torino dall'ingegner Fulvio Lo Martire, sfruttando i locali di un centro di distribuzione di prodotti Braun in via Beaumont 42 a Torino, lanciò - come suo primo prodotto - un amplificatore da 15 watt venduto in pochi esemplari con la denominazione di C15/P. L'azienda si dedicò - durante la prima fase della propria esistenza - alla produzione di apparati per preamplificazione ed amplificazione domestici e - dai primi anni sessanta - anche di diffusori acustici, puntando su un buon rapporto qualità/prezzo. Oltre a questo l'azienda stipulò accordi di importazione e distribuzione di marchi hi-fi stranieri come Garrard, Goodmans, Altec, Shure, Thorens.
Grazie anche ad un battage pubblicitario molto aggressivo su Radiorama (la rivista della Scuola Radio Elettra) - a cui si aggiungeranno, nel tempo, numerose recensioni in riviste di settore - l'azienda godette di un buon sviluppo al punto che, già nel 1960, si trasferì in Corso Francia 30, a Torino.
Innumerevoli saranno i preamplificatori valvolari prodotti nel corso del decennio ; dai Junior Mono, alla serie LA, passando per i C: il C20/S e le unità di potenza AF15 ed AF30. Con l'amplificatore integrato C40/S l'azienda iniziò a lavorare su numeri produttivi più importanti.

### Gli anni settanta
Negli anni 70, abbandonando i sistemi valvolari,  la produzione riguardò apparati a stato solido, sempre cercando di proporre oggetti a prezzi competitivi (la linea Point Three,  è una dimostrazione di ciò, attraverso amplificatori quali il C60ST ed il C90ST il C200ST e preamplificatori quali il 105A ed il 205A; serie a cui si aggiungono i prodotti della linea de luxe). Venne proseguita la produzione di diffusori quali il preludio.Attraverso la Genelc,  la Hirtel distribuì i prodotti Jensen e Dahlquist, oltre a giradischi, bracci e testine Excel. Nel corso del decennio furono progettate anche serie pensate per utenze maggiormente esigenti, quali la profex, ed i magnificent sound.

### Gli anni ottanta e la chiusura
Dalla fine degli anni settanta, complice la concorrenza di prodotti hi-fi stranieri da una parte, e quella dell'elettronica di fascia media dall'altra, l'azienda faticò ad esprimere oggetti appetibili per il mercato dell'amplificazione dell'epoca. In questa seconda fase della propria esistenza,  trasferendosi - dal 1980 - in una sede più ridotta (in Corso Potenza 6), si dedicò alla "psicoacustica" in collaborazione con laboratori inglesi ed americani, producendo dapprima mixer (quali l'Acoustech 10/4 od il MX 3E), sistemi di diffusione/amplificazione da studio o grandi ambienti (quali gli l'Andromeda , lo SSA 300B ed il DQH300 od il 302A e 502A)  ed accessori per prodotti importati (quali Revox). Nel corso del decennio, Hirtel cessò poi definitivamente la produzione di oggetti di consumo, virando come mission aziendale - in questa terza ed ultima fase - verso l'elettronica industriale e attraversando alcune modifiche nella compagine societaria. Sono di questi anni i programmatori per sale cinematografiche e analizzatori per elettronica automobilistica forniti alla Fiat, ultimi prodotti prima di cessare ogni attività come azienda a sé stante, all'inizio degli anni 90.